# Raw Toonage – Kunterbuntes aus der Trickkiste
Raw Toonage (dt. Titelzusatz Kunterbuntes aus der Trickkiste) ist eine zwölfteilige Disney-Zeichentrickserie und wurde erstmals vom 19. September 1992 bis zum 5. Dezember 1992 beim Sender CBS ausgestrahlt. Es folgten Wiederholungen im Disney Channel und auf Toon Disney. In Deutschland wurde die Serie erstmals vom 30. September 1995 bis zum 18. November 1995 von RTL ausgestrahlt und später auf Super RTL wiederholt.
Die Serie folgt einem Anthologieformat in Anlehnung an die langlebige Sketchshow Saturday Night Live: Jede Ausgabe hat einen „prominenten“ Gastgeber – u. a. Dagobert Duck, Sebastian die Krabbe oder Don Kanaille – und setzt sich aus einer Reihe regelmäßiger Rubriken zusammen. Dazu gehören Einspieler mit dem „festangestellten“ Luchs Bonkers, Marsupilami-Kurzfilme und Parodien unter dem Titel Chaotisch-Videotisch-Cool (orig. Totally Tasteless Videos). Das Marsupilami und Bonkers waren später in eigenen Serien zu sehen, letzterer wurde in Bonkers vom Studio entlassen und tritt in den Polizeidienst ein. Die Mehrheit ihrer Raw-Toonage-Segmente wurde auch in die beiden Serien miteingebaut.
| Figur                | Originalsprecher | Deutscher Sprecher       |
| -------------------- | ---------------- | ------------------------ |
| Bonkers D. Bobcat    | Jim Cummings     | Kai Taschner             |
| Maurice              | Jim Cummings     |                          |
| Norman               | Jim Cummings     | Raimund Krone            |
| Marsupilami          | Steve Mackall    | Oliver Rohrbeck          |
| Jitters A. Dog       | Jeff Bennett     |                          |
| Fawn Deer            | Nancy Cartwright | Julia Haacke             |
| Grumbles the Grizzly | Rodger Bumpass   |                          |
| Dagobert Duck        | Alan Young       | Joscha Fischer-Antze     |
| Quack der Bruchpilot | Terence McGovern | Engelbert von Nordhausen |